# ディープホルツ郡
ディープホルツ郡 (ディープホルツぐん、ドイツ語: Landkreis Diepholz) は、ドイツ連邦共和国ニーダーザクセン州中部の郡である。本郡はブレーメンから約 70 km 南のオスナブリュック北東のノルトライン＝ヴェストファーレン州との州境にまで広がっている。

## 地理

### 位置
ディープホルツ郡は、ドイツで最も小さい州（ブレーメン州）とドイツで最も人口の多い州（ノルトライン＝ヴェストファーレン州）とを結んでいる。このため本郡は典型的なセクタークライス（大都市部から後背地までを含む郡）である。

### 隣接する郡
ディープホルツ郡は、北から時計回りに、ブレーメン、フェルデン郡、ニーンブルク/ヴェーザー郡（ともにニーダーザクセン州）、ミンデン＝リュベッケ郡（ノルトライン＝ヴェストファーレン州）、オスナブリュック郡、フェヒタ郡、オルデンブルク郡、デルメンホルスト（いずれもニーダーザクセン州）と境を接している。

### 保護区
ディープホルツ郡には4つのEU-鳥類保護区、すなわち「ディープホルツァー・モールニーデルング」、「デュンマー」、「クッペンドルファー・ベルデ」、「オッペンヴェーアー・モール」の他に、49の自然保護区がある。そのうち最大のものはネルトリヒェス・ヴィーティングスモールで 1,599 ヘクタール、最小のものはラハメーヴェンコロニー・シュテレで面積 2ヘクタールである。

## 歴史
1977年8月1日に発効した郡再編により、グラーフシャフト・ディープホルツ郡と、グラーフシャフト・ホーヤ郡の一部が統合され、ディープホルツ郡が形成された。ディープホルツの名前を持つ地域はこれ以前にも、アムト・ディープホルツ（1885年まで）、ディープホルツ郡（1885年から1932年）、グラーフシャフト・ディープホルツ郡があった。
2011年11月1日、エンゲルンは、新たに形成されたフレッケンであるブルーフハウゼン＝フィルゼンの一部となった。
2016年11月1日には、ジューシュテットがこの例に倣って、やはりブルーフハウゼン=フィルゼンの一部となった。

## 行政

### 郡議会
2021年の選挙結果に基づく郡議会の構成は以下の通りである。
| 政党                           | 得票率 (%) | 議席数  |
| ------------------------------ | ---------- | ------- |
| CDU                            | 31.72      | 20      |
| SPD                            | 27.44      | 17      |
| 同盟90/緑の党                  | 15.71      | 10      |
| FDP                            | 9.24       | 6       |
| AfD                            | 4.56       | 3       |
| FWG                            | 6.51       | 4       |
| DIE LINKE                      | 1.87       | 1       |
| Wählergemeinschaft „Sulingen!“ | 1.27       | 1       |
| その他                         | 1.69       | 0       |
| 計                             | 100.00     | 62      |
| 投票率                         | 58.20 %    | 58.20 % |

### 郡長
- 1977年 - 1986年: ハインツ・ツールミューレン (CDU)
- 1986年 - 1996年: ヨーゼフ・マイヤー (CDU)
- 1996年 - 2001年: ヘルムート・ラーン (CDU)
- 2001年 - 2011年: ゲルト・シュテッツェル（初めて直接選挙で選出された専任の郡長、無所属）
- 2011年11月1日 - : コルト・ボックホープ (CDU)

### オーバークライスディレクター
2001年までは、郡長が儀礼上の郡代表者であったのに対して、オーバークライスディレクターが郡行政の実務責任者を務めた。
- 1977年 - 2001年: ハンス＝ミヒャエル・ハイゼ（無所属）

### 紋章
紋章は、ディープホルツ伯の獅子が、ホーヤ伯を表すクマの腕に囲まれている。
図柄: 金地に赤い爪を持つ上向きの黒いクマの2本の腕。下部は黒い胸板でつながっている。その中に直立し、青い爪と青い舌を見せる赤い獅子。

## 経済と社会資本

### 公共機関
様々な専門部署を含む郡行政の機関は、大部分がディープホルツのクライスハウス（郡役場）に入居している。わずかな一部は、2004年の「ジーケ支所」廃止後もジーケのクライスハウス（シュロスヴァイデ/アムツホーフ）に残っている。行政運営の責任者は2001年まではオーバークライスディレクター (OKD) であった。2001年以後は住民によって選出された専任の郡長がこれを担う。

#### 教育
郡内には、66校の公立学校がある。内訳は以下の通りである。
- 基礎課程学校 38校
- 養護学校 3校（ディープホルツ、ズーリンゲン、ジーケ）
- 本課程学校 1校（ディープホルツ）
- 実科学校 2校（ディープホルツ、ジーケ）
- 本課程・実科学校 1校（ツヴィストリンゲン）
- 基礎課程学校・オーバーーシューレ 1校（ジーケ）
- オーバーシューレ 9校（バルンシュトルフ、バッスム、ブルーフハウゼン＝フィルゼン、レムフェルデ、レーデン、シュヴァフェルデン（エーレンブルクに分校がある）、ズーリンゲン、ファレル、ヴァーゲンフェルト）
- ギムナジウム 5校（ブルーフハウゼン=フィルゼン、ディープホルツ、ズーリンゲン、ジーケ、ツヴィストリンゲン）
- 共同型総合学校 4校（シュトゥールとヴァイエに2校ずつ）
- 職業訓練学校 2校（ディープホルツ（ズーリンゲンに分校あり）、ジーケ）

また民営の学校が8校ある。
- 基礎課程学校 1校（ブルーフハウゼン＝フィルゼンの自由ヴァルドルフ学園）
- 基礎課程・本課程学校・ギムナジウム 1校（バッスム）
- 基礎課程・本課程・実科学校 2校（バッスム、ジーケ）
- ギムナジウム 1校（ツヴィストリンゲンのヒルデガルト＝フォン＝ビンゲン＝ギムナジウム）
- 養護学校 2校（フライシュタット、ボルステル）
- 職業訓練学校 2校（フライシュタット、ヴァイエ）

さらに
- ディープホルツ郡立音楽学校（ジーケ）[7]
- ディープホルツ郡市民大学（ジーケに本部がある）[8]
- 私立経済および技術大学 (PHWT)（ディープホルツ）[9]

がある。

#### 社会福祉
病院: ディープホルツ郡内の、バッスム、ズーリンゲン、ディープホルツ、ツヴィストリンゲンにある合わせて4つの病院は、聖アンスガー・クリニック連盟を形成している。

### 経済
郡域の経済的な中心地は、北部のブレーメン周辺地域である。ここには郡内の大きな都市、シュトゥール、ヴァイエ、ジーケが位置している。大規模な産業地区には多くの市場規模の大きな企業（たとえば IKEA など）が所在している。ヴェストファーレン方面の南部は田舎の特徴を持つが、ザムトゲマインデ・アルテス・アムト・レムフェルデは、工業企業ZFフリードリヒスハーフェン（旧 ZF レムフェルダー）や BASF ポリウレタン（旧エラストグラン）のおかげで高い雇用市場密度を誇っている。
ツークンフトアトラス 2019（直訳: 未来地図 2019）では、ディープホルツはドイツの401の郡、市町村連合、郡独立市の中で246位に位置づけられており、将来の「チャンスとリスクが同程度に混在する地域」とされている。

### 交通

#### 道路
郡域の北部をブレーメンからオスナブリュックへ向かう連邦アウトバーン A1号線が通っている。この道路は、シュトゥール・ジャンクションで連邦アウトバーン A28号線に接続している。郡内を以下の連邦道が通っている。
- B6号線: ブレーメン - ハノーファー
- B51号線: シュトゥール＝ブリンクム - オスナブリュック
- B61号線: バッスム - ミンデン
- B69号線: エムステーク＝シュナイダークルーク（ドイツ語版、英語版） - ディープホルツ
- B214号線: リンゲン - ツェレ
- B239号線: レーデン - ヘルフォルト
- B322号線: デルメンホルスト - ヴァイエ＝エーリヒスホーフ
- B439号線: シュトゥール＝ハイリゲンローデ - シュトゥール＝ファーレンホルスト

昔のディープホルツ郡の交通が郡内や郡境付近にある泥湿地の広さと多さによってどれほど妨げられていたかは、現在の交通利用者は推測するしかない。ただし現在でも一定の区間（たとえばアッシェン - ローネ間など）は、直接の道路接続に替わる有効な代替ルートがないため、事故で通行止めになった場合は長い迂回路を通らなければならない。

#### 鉄道

##### ヴェネ - アイケル - ハンブルク線
ディープホルツ郡は、ブレーメン - オスナブリュック本線により南北に接続されている。この路線は1873年にケルン＝ミンデン鉄道会社によってハンブルク - ヴェンロー線として開通した。主要交通軸を形成するように、この路線沿いに郡内の主要な市町村が位置している。
両距離列車の郡内唯一の停車駅がディープホルツである。2時間間隔のインターレギオ廃止以降、Linie 30の数本のインターシティーやインターシティ・エクスプレスがこの駅に停車する。
オスナブリュックとブレーメンとの間を1時間ごとに2階建ての近代的な車両によるレギオナル=エクスプレス (RE) が運行している。この RE は郡内ではディープホルツ、バルンシュトルフ、ツヴィストリンゲン、バッスム、ジーケ、キルヒヴァイエに停車する。
やはり1時間間隔で、レギオ-S-バーン・ブレーメン/ニーダーザクセンがツヴィストリンゲンとブレーメンとの間を運行している。この路線はツヴィストリンゲン、バッスム、バッスム＝ブラムシュテット、ジーケ、ジーケ＝バリエン、ヴァイエ＝キルヒヴァイエ、ヴァイエ＝ドライエから利用できる。2010年12月12日にSバーンの最初の拡張区間が開通して以降、ブレーメンからオスナブリュックへのレギオナルバーンは1日1本だけが残されている。

##### ズーリンゲン交差地点
プロイセン邦有鉄道は1900/01年に、バッスムで分岐してラーデンを経由してヴェストファーレンのビーレフェルトに至る路線を設けた。この路線は、1921年から23年にドイツ国営鉄道が開通させたニーンブルク - ディープホルツ線とズーリンゲンで交差していた。バッスム - ズーリンゲン間、バーレンブルク - ラーデン間、ズーリンゲン - ニーンブルク間の区間は廃止され、ポイントと線路が撤去されて、一部は通行不能となった。軌道は部分的に道路に転用されている。ブレーメンとオストヴェストファーレン＝リッペとを最短距離で結ぶこの鉄道を再開させようという議論が時々持ち上がる。
貨物運送では、ディープホルツ - レーデン（BTR-ロジスティーク・ターミナル） - ズーリンゲン（方向転換） - バーレンブルク（BEB社、エルデルフェアラードゥング、シュヴェーフェルフェアラードゥングへの引き込み線がある）区間のみが利用されている。この路線のために、ズーリンゲンを迂回するカーブの路線建設が計画されている。これにより将来的にはズーリンゲン駅での方向転換が必要なくなり、空いた土地を他の目的に転用できるようになる。これは前述の再開計画が完全に無効となることを意味している。ただしこの迂回路線の建設は何年にもわたって繰り返し遅れている。

##### 民営軽便鉄道
かつてのグラーフシャフト・ホーヤ郡では軽便鉄道が鉄道網の補完を行っていた。
1900年以降、メーターゲージの軽便鉄道ホーヤ - ジーケ - アーゼンドルフ線がジーケから東方向にヴェーザー河畔のホーヤに向かって運行していた。この鉄道会社はホーヤ鉄道と合併してグラーフシャフト・ホーヤ交通会社 (VGH) となり、1963年から1966年まで標準軌に拡幅され、ジーケからアイストルプまでの直通列車の運行が可能となった。現在この路線は全線運行が可能で、1年に10日間だけ運行されるカフキーカー保存鉄道（西側部分は散発的）および貨物列車の運行に利用されている。この路線から分岐する狭軌のブルーフハウゼン＝フィルゼン - アーゼンドルフ線にドイツ鉄道協会 は活発に保存鉄道が往来する「ドイツ初の保存鉄道」を設けた。
ブレーメン駅の近くに、1908年から1910年にブレーメン＝ハノーファー軽便鉄道 AG が建設したブレーメン＝フヒティング＝テディングハウゼン線があり、シュトゥールとヴァイエに多くの駅がある。現在は散発的に保存鉄道が運行するだけであるが、路線の一部をシュタットバーンとして拡充する計画がある。
シュトゥールには、1912年にデルメンホルスト＝ハルプシュッター鉄道 GmbHがデルメンホルスト - ハルプシュテット軽便鉄道線として開通させた路線の駅が3つある。この路線では保存鉄道が定期的に運行している。

##### 廃線となった路線
定期的な旅客路線は、幹線のブレーメン - オスナブリュック線を除いて完全に廃止されている。
- 1955年: ブレーメン＝フヒティング - ブリンクム - レーステ - テディングハウゼン
- 1959年: ブルーフハウゼン＝フィルゼン - アーゼンドルフ（メートル軌）
- 1966年: ズーリンゲン - ディープホルツ
- 1967年: デルメンホルスト - ハルプシュテット
- 1969年: ニーンブルク - ハールベルゲン＝シュタッフホルスト - ズーリンゲン
- 1972年: ホーヤ - ゲールベルゲン - ブルーフハウゼン＝フィルゼン - ジーケ
- 1994年: ラーデン - シュトレーエン - ヴァーゲンフェルト - ズーリンゲン - バッスム

## 文化
文化に関しては、「クンスト・イン・デア・プロヴィンツ」協会、郡立音楽学校、市町村内の自治体文化担当部署、教会組織、郡貯蓄銀行、民間の文化活動団体（たとえば、ブルーフハウゼン＝フィルゼン文化/芸術協会 e.V. (KuK)、シュヴァルメの郷土・環境・文化協会「オイレ」e.V.、ズーリンゲン文化協会 e.V.、「ジャズ・フォーク・クラシック・イン・ジーケ e.V.」、ジーケ＝バリエンの「リュッテルシュー・イン・デア・ヴァッサーミューレ e.V.」、「クンストフェラインジーケ e.V.」など）が担っている。
ディープホルツ郡は1989年からディープホルツ郡文化賞を授与して、地域の芸術家や文化形成に貢献した人物を奨励し、その作品を賞賛している。

### 郡文書館
「ディープホルツ文書館」は、この郡の行政文書を保管している文書館である。これは、現在の郡とその前身となった組織の歴史的な活動（アーカイブ資料）を利用者が閲覧できるように適切にアーカイブ（すなわち、収集、配列、整理）された、いわば「記憶」のようなものである。郡文書館では、公文書（1770年頃から）、地図、史料（1458年以降）、遺品、地元新聞の古い版を、研究する学生、生徒、学者、作家が閲覧利用することができる。これら1点ものの資料（文化財でもある）は、2011年からザムトゲマインデ・バルンシュトルフのアイデルシュテットにある、いわゆるヒュルスマイヤー＝パルクに収蔵されている。

### 博物館
ディープホルツ郡には様々な団体が運営する数多くの博物館がある。ジーケの郡立博物館、アーゼンドルフの自動車博物館、軽便博物館とブルーフハウゼン＝フィルゼン - アーゼンドルフを結ぶドイツ初の保存鉄道、ブルーフハウゼン＝フィルゼンの製紙水車ブルフミューレン、ディープホルツ＝アッシェンの城館塔の博物館（ディープホルツ）およびアッシェン郷土博物館、レムブルフのデュンマー博物館（ディープホルツ郡が運営）、シュトゥール＝ハイリゲンローデの修道院水車の納屋、ジーケ＝ヘンシュテットの村の博物館、ツヴィストリンゲンの藁細工博物館などである。

### ユダヤ人墓地
ディープホルツ郡内には8つのユダヤ人墓地がある。バーレンブルク、バルンシュトルフ、バッスム、クヴェルンハイム、ズーリンゲン、ジーケ、ツヴィストリンゲン、ヴァーゲンフェルトにある。これらは、保護される価値のある文化財である。それはかつてユダヤ人コミュニティが存在し、1930年代まで純粋なユダヤ人の社会生活が営まれていたことを示す石の証拠である。墓地は、主に町外れにあるため、見つけるのが困難である。シープホルツにもユダヤ人墓地があったことが、1939年までは証明されている。しかしナチ時代に毀損され、墓石は道路建設に転用された。

## 市町村
| アインハイツゲマインデ（単一自治体） - バッスム (Bassum 16,794) 市 - ディープホルツ (Diepholz 17,608) 郡庁所在地 - シュトゥール (Stuhr 34,176) - ズーリンゲン (Sulingen 13,430) 市 - ジーケ (Syke 24,956) 市 - ツヴィストリンゲン (Twistringen 12,952) 市 - ヴァーゲンフェルト (Wagenfeld 7,236) - ヴァイエ (Weyhe 9,270) ザムトゲマインデ（集合自治体、本部所在地に*） - ザムトゲマインデ・アルテス・アムト・レムフェルデ (Samtgemeinde Altes Amt Lemförde 8,988) - ブロックム (Brockum 1,085) - ヒューデ (Hüde 1,256) - レムブルーフ (Lembruch 1,254) - レムフェルデ * (Lemförde 3,486) フレッケン - マール (Marl 661) - クヴェルンハイム (Quernheim 510) - シュテムスホルン (Stemshorn 736) - ザムトゲマインデ・バルンストルフ (Samtgemeinde Barnstorf 12,670) - バルンストルフ * (Barnstorf 6,725) フレッケン - ドレッバー (Drebber 3,096) - ドレントヴェーデ (Drentwede 1,016) - アイデルシュテット (Eydelstedt 1,833) - ザムトゲマインデ・ブルーフハウゼン＝フィルゼン (Samtgemeinde Bruchhausen-Vilsen 17,780) - アーゼンドルフ (Asendorf 2,903) - ブルーフハウゼン＝フィルゼン * (Bruchhausen-Vilsen 31,958) フレッケン - マルトフェルト (Martfeld 2,885) - シュヴァルメ (Schwarme 2,722) - ザムトゲマインデ・キルヒドルフ (Samtgemeinde Kirchdorf 7,332) - バーレンボルステル (Bahrenborstel 1,088) - バーレンブルク (Barenburg 1,213) フレッケン - フライシュタット (Freistatt 449) - キルヒドルフ * (Kirchdorf 2,313) - ヴァレル (Varrel 1,511) - ヴェールブレック (Wehrbleck 758) - ザムトゲマインデ・レーデン (Samtgemeinde Rehden 6,519) - バルファー (Barver 1,083) - ディッケル (Dickel 493) - ヘムスロー (Hemsloh 552) - レーデン * (Rehden 2,438) - ヴェッチェン (Wetschen 1,953) | - ザムトゲマインデ・シュヴァフェルデン (Samtgemeinde Schwaförden 6,955) - アフィングハウゼン (Affinghausen 879) - エーレンブルク (Ehrenburg 1,512) - ノイエンキルヒェン (Neuenkirchen 1,233) - ショーレン (Scholen 816) - シュヴァフェルデン * (Schwaförden 1,506) - ズートヴァルデ (Sudwalde 1,009) - ザムトゲマインデ・ジーデンブルク (Samtgemeinde Siedenburg 4,478) - ボルステル (Borstel 1,185) - マーゼン (Maasen 444) - メリングハウゼン (Mellinghausen 1,050) - ジーデンブルク * (Siedenburg 1,279) フレッケン - シュタッフホルスト (Staffhorst 520) カッコ内の数値は、2023年12月31日現在の人口である。 |

## 関連図書
- Gerd Stötzel, Jörg Fenker, ed (2007). Landkreis Diepholz / hrsg. in Zusammenarbeit mit der Kreisverwaltung. In: Deutsche Landkreise im Portrait. Oldenburg: Kommunikation & Wirtschaft
- Hans Gerke, ed (1984). Landkreis Diepholz. Lebensraum, Verwaltungseinheit I. Diepholz: Landkreis Diepholz. p. 239
- Hans Gerke, ed (1986). Landkreis Diepholz. Lebensraum, Verwaltungseinheit II. Diepholz: Landkreis Diepholz. p. 303
- Hans Gerke (1983). Landkreis Diepholz zwischen Weser und Dümmer. Kultur und Landschaft. Essen: Fritz Elsholz. p. 48
- Hermann Greve (1984). Bibliographie des Landkreises Diepholz unter Einschluß der Samtgemeinden Harpstedt (Landkreis Oldenburg), Eystrup und Grafschaft Hoya (Landkreis Nienburg) sowie Riede (Samtgemeinde Thedinghausen, Landkreis Verden). Syke, Diepholz: Landkreis Diepholz
- Zwischen Weser und Hunte. Eine kleine Landeskunde für die Landkreise Diepholz und Nienburg/Weser. Natur – Geschichte – Wirtschaft – Kunst und Kultur – Gesellschaft. Diepholz, Nienburg/Weser: Landschaftsverband Weser-Hunte e.V.. (2016). ISBN 978-3-00-052125-6

### 訳註
1. ↑  ドイツ語: Flecken、都市権限の一部を認められた比較的大きな町村を意味する。